# Renault Scénic E-Tech Electric
Renault Scénic E-Tech Electric – elektryczny crossover klasy kompaktowej produkowany pod francuską marką Renault od 2024 roku.

## Historia i opis modelu

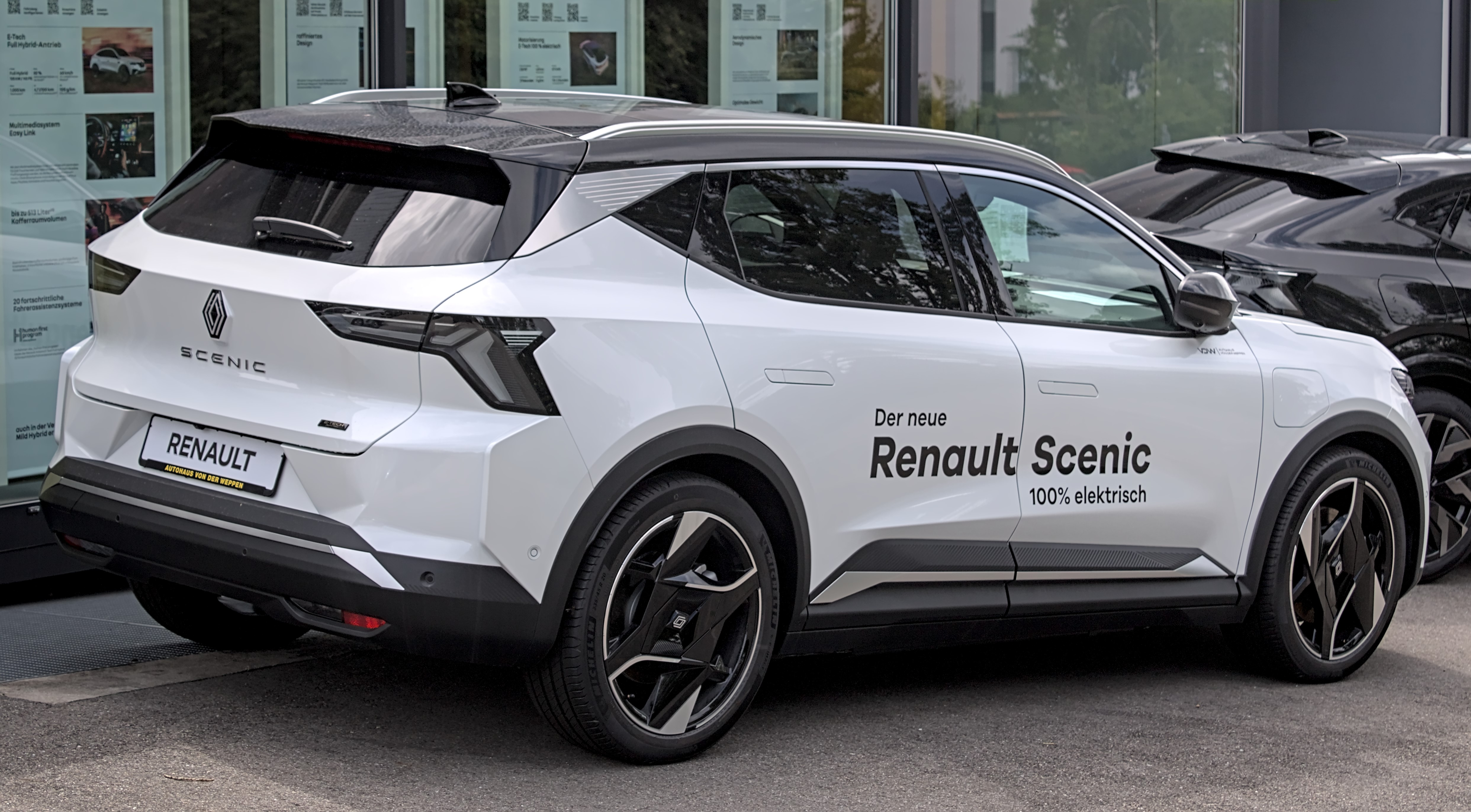
Renault Scénic E-Tech Electric - tył

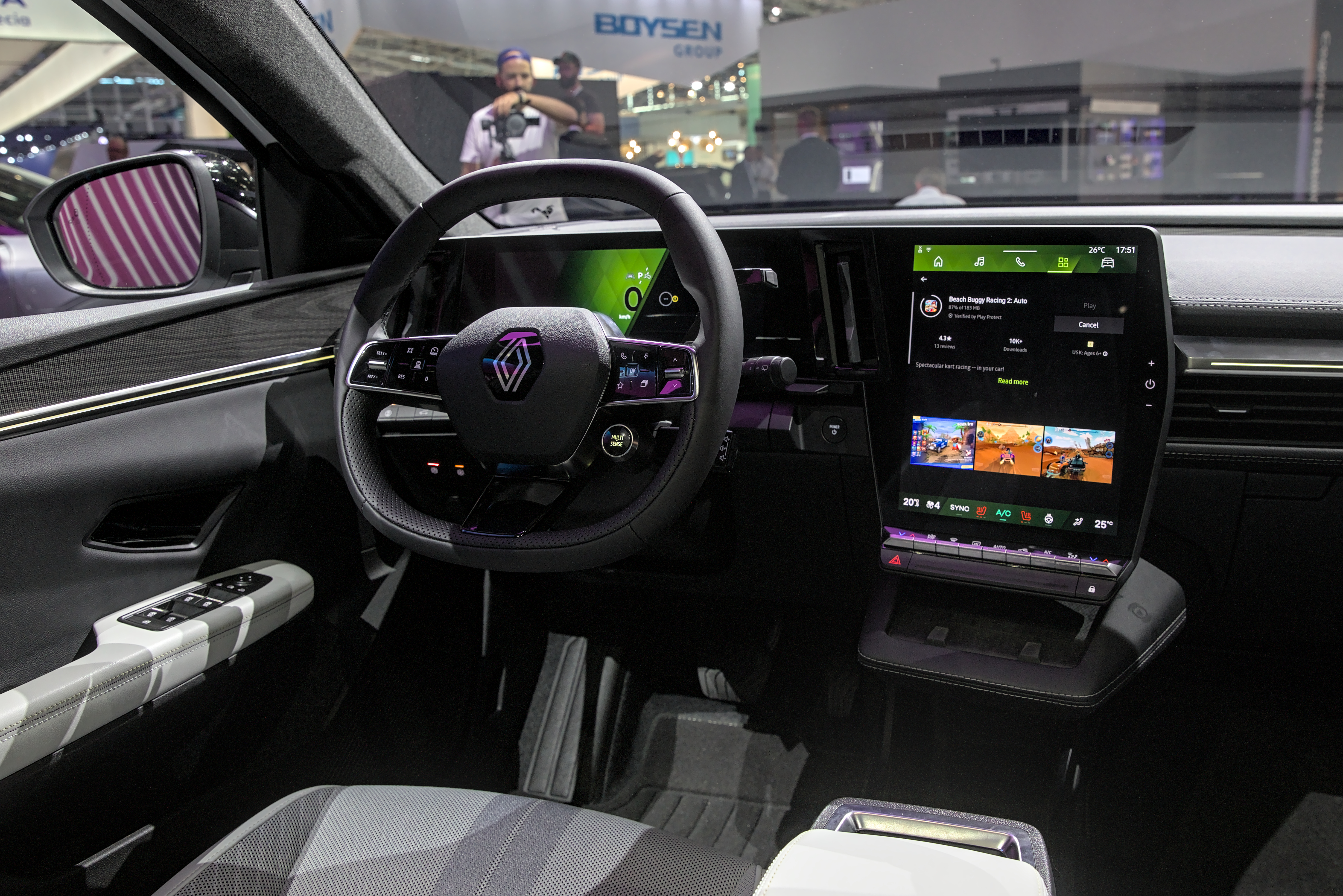
Renault Scénic E-Tech Electric - kokpit

W maju 2022 roku zaprezentowany został prototyp Renault Scénic Vision zwiastujący kolejny etap poszerzania gamy samochodów elektrycznych w gamie francuskiej firmy, w obszernym zakresie przedstawiając kluczowe cechy stylistyczne przyszłego produkcyjnego modelu. Ten zadebiutował nieco ponad rok później, we wrześniu 2023 roku, mając swoją światową premierę podczas IAA Mobility 2023 w Monachium. Renault Scénic E-Tech Electric zostało oparte na platformie CMF-EV, współdzieląc ją już z mniejszym Mégane E-Tech Electric, a także Nissanem Airyą. Samochód przywrócił do użytku po roku przerwy stosowaną przez 26 lat dla kompaktowych spalinowych minivanów nazwę Scénic, tym razem stając się kompaktowym crossoverem dostępnym tylko z napędem elektrycznym.
Za projekt stylistyczny samochodu odpowiadał nowy szef zespołu projektowego Renault, Giles Vidal. Samochód wyróżniły w ten sposób takie cechy wyglądu jak wąskie, podłużne reflektory płynnie połączone czarną listwą z logo producenta i przechodzącym w strukturę zderzaka efektem plastra miodu. Oświetlenie dzienne LED utworzyły rozbudowane, prostopadle ulokowane segmenty w kształcie bumerangów, z motywem tym odtworzonym także w tylnych, poziomych lampach. Linia szyb została zadarta ku górze, zastosowano także system chowanych klamek oraz przeszklony dach pt. "Solarbay" z funkcją kontrolowania przepływu światła.
Kabina pasażerska w obszernym zakresie odtworzyła estetykę konstrukcji Renault przedstawionych już w latach 2021-2023, kokpitem i aranżacją tunelu środkowego bliźniaczą wobec zarówno tego wykorzystanego w mniejszym elektrycznym Megane E-Tech Electic, jak i spalinowym Australu czy Rafale. Przed kierowcą znalazł się panel cyfrowych wskaźników o przekątnej 12,3 cala, a tuż obok niego umieszczono pionowy ekran dotykowy o przekątnej 12 cali, wykorzystujący system operacyjny Android Automotive dostarczony przez Google.
W marcu 2024 ogłoszono, że głosami międzynarodowego jury składającego się z dziennikarzy motoryzacyjnych Renault Scénic E-Tech Electric otrzymało tytuł Samochodu Roku 2024.

### Sprzedaż
Renault Scénic E-Tech Electric powstało głównie z myślą o rynku europejskim, gdzie sprzedaż rozpoczęła się 3 miesiące po światowej premierze - w połowie grudnia 2023. Najtańszy wariant na rynku polskim został wówczas wyceniony na 202 900 złotych, przez 219 900 zł i 233 900 zł za odmianę topową.

### Dane techniczne
Scénic E-Tech Electric to samochód w pełni elektryczny, wyposażony w dwa zespoły napędowe: słabszy, 170-konny oraz mocniejszy, 220-konny. Pierwszy połączono z akumulatorem o pojemności 60 kWh i maksymalnemu zasięgowi do 420 kilometrów, a drugi - z baterią 87 kWh i zasięgiem do 620 kilometrów. Mniejszą baterię można ładować ze stacji szybkiego ładowania prądem stałym o mocy do 130 kW, a większą - do 150 kW. Układ napędowy Scénica E-Tech Electric wzbogacono systemem rekuperacji, który pozwala poprzez łopatki za kierownicą regulować w 4 zakresach moc automatycznego wyhamowywania napędu podczas puszczenia pedału gazu.